# Совторгфлот
Акционерное общество «Советский торговый флот» (Совторгфлот) — организация, объединившая эксплуатационную и коммерческую деятельность торгового флота СССР.

## История
Создание АО Совторгфлот было инициировано постановлением ЦИК СССР от 26.02.1924 и юридически оформлено 18.07.1924 постановлением Совета Труда и Обороны СССР, утвердившим договор между Народным комиссариатом путей сообщения и Народным комиссариатом внешней торговли. Общество объединило все транспортные суда, принадлежавшие прежде различным наркоматам, ведомствам и акционерным обществам, в том числе смешанным, с участием иностранного капитала.
Постановлением ЦИК и СНК ССР от 13.02.1930 акционерное общество реорганизовано во Всесоюзное объединение «Совторгфлот» НКПС.
В 1933 году реорганизовано во Всесоюзное объединение Советского торгового флота для заграничных перевозок (Совторгфлот) Наркомата водного транспорта СССР.
Расформировано в апреле 1934 года.